# Paul Landers
Paul Landers (nume la naștere Heiko Paul Hiersche; n. 9 decembrie 1964, Berlinul de Est, Germania) este un muzician german și chitarist al trupei germane de 
Neue Deutsche Härte, Rammstein.

## Tinerețe
Paul s-a născut în Berlinul de Est, Germania, fiul slavistilor Anton și Erika Hiersche. Mama lui s-a născut în Mazuria, Polonia, iar tatăl său în Böhmisch Kahn, astăzi Velké Chvojno, Republica Cehă. Ambii părinți au trebuit să părăsească țara lor natală după cel de-Al Doilea Război Mondial și s-au întâlnit în timpul studiilor la Halle (Saale). 
Când era copil, Landers locuia în Moscova pentru o scurtă perioadă de timp. Landers știe, de asemenea, puțin să vorbească în limba rusă; cu toate acestea, el nu poate citi sau scrie.

## Cariera
În 1983, Paul Landers a devenit la vârsta de 18 ani parte din trupa punk Feeling B din estul Germaniei, fondată de Aljoscha Rompe, cu doi ani mai mare decât el, iar el fiind primul și ultimul baterist oficial al formației Alexander Kriening. Câteva săptămâni mai târziu a câștigat Lorenz, creștinul de 16 ani, "Flake" Lorenz, care a preluat prima linie a unui basist chitarist, deși Flake a cântat doar la orgă în acel moment. De fapt, orga lui este un produs greu cu numele de "Weltmeister" ("Campion mondial"); a fost tehnic capabil să facă două părți muzicale complet diferite simultan, astfel încât până în 1983 până în 1989, Flake a interpretat două părți muzicale în același timp: în primul rând, cel al unui basist și în al doilea rând, a fost un clasic keyboarder. Dupa ce bateristul Kriening a părăsit trupa in 1984, Feeling B nu a avut niciodată un toboșar oficial; au avut numai bateriști invitați. Primul dintre ei a fost Winfried Knoll, apoi a urmat Falk Schettler. La începutul anilor '90, Christoph Schneider (bateristul de astăzi al trupei Rammstein) a fost un oaspete a trupei.
La sfârșitul anilor '80, Landers s-a întâlnit cu Till Lindemann în timpul unor filme la documentarul GDR "flüstern und SCHREIEN", care a arătat în primul rând câteva varietăți de culturi muzicale tinere în RDG. Datorită lui Lindemann, el s-a întâlnit și cu Richard Kruspe, care a fost prieten cu Lindemann. După aceea, Landers a cântat la chitară uneori în formația First Arsch (trupa lui Lindemann și Kruspe). În 1992, formația a publicat singurul album "Saddle Up". În acel moment, în trupă au fost Lindemann, Landers, Kruspe și cântăreața Steve Mielke.
Landers a cântat, de asemenea, într-o serie de alte trupe, printre care Die Firma și Die Magdalene Keibel Combo.
Lindemann, Kruspe, Schneider și basistul Oliver Riedel au format în 1993 o nouă trupă, numită Templeprayers. Ei au câștigat Concursul de Beat Metro din Senatul Berlin, în 1994, care le-a permis să aibă o înregistrare profesională de patru piese. Landers și Flake au urmat imediat modelul pentru a se alătura trupei, care a devenit cunoscută sub numele de Rammstein.

## Viața personală
Când s-a căsătorit cu Nikki Landers în 1984 (la vârsta de 20 de ani), a luat numele de familie al soției sale și și-a schimbat numele și prenumele, făcându-și astfel numele Paul Landers. După divorțul din 1987, i-a păstrat numele de familie. De asemenea, Paul are un fiu nascut in 1990, Emil Reinke, și o fiica mai tânără.
1. ↑  Czech National Authority Database, accesat în 1 martie 2022